# Friedrich Pollock
Friedrich Pollock (22 mai 1894 - 16 décembre 1970) est un économiste et philosophe allemand.
Il était membre fondateur de l'Institut de recherche sociale, connu sous le nom d'École de Francfort, à côté de Max Horkheimer, Theodor W. Adorno et de Walter Benjamin, entre autres.

## Biographie

### Jeunesse et formation
Friedrich Pollock, fils d'un tisserand juif de Fribourg-en-Brisgau, emménage en 1910 avec toute sa famille à Stuttgart. De 1911 à 1915, apprenti et livreur, il fait la connaissance de Max Horkheimer. Leur amitié est scellée en 1911 par un écrit dont le préambule proclame :
« Nous regardons notre amitié comme notre bien le plus précieux. Ce pacte d'amitié est scellé pour la vie. Notre commerce doit être le reflet de cette amitié et chacune de nos maximes doit y faire référence. [Comme] expression d'un élan critico-humaniste [qu'il serve d']expression de la solidarité entre êtres humains. »
Ce pacte, complété tout au long de leur vie par de nouvelles résolutions et des témoignages, a donné à leur idéal d'amitié un caractère « totalitaire, certainement normatif et impersonnel » par l'engagement sans compromis qu'il imposait, comme l'écrit Lenhard.
De 1913 à 1915, les deux amis s'engagent comme coopérants à Bruxelles, Manchester et Londres, s'y préparant chacun à prendre la succession des affaires familiales. Forts des subsides familiaux, ils se comportent comme des jeunes bourgeois, qui invitent régulièrement leurs demoiselles à dîner et partagent leurs premières passions amoureuses. De 1916 à 1918, Pollock effectue son service militaire sans être envoyé au front. Après avoir passé le baccalauréat avec Max Horkheimer à Munich, il étudie l’économie, la sociologie et la philosophie à Munich, Fribourg et Francfort-sur-le-Main et soutient sa thèse sur la théorie de la monnaie de Marx en 1923 à Francfort sous la direction de Siegfried Budge.

### Fondation de l'Institut de recherche sociale

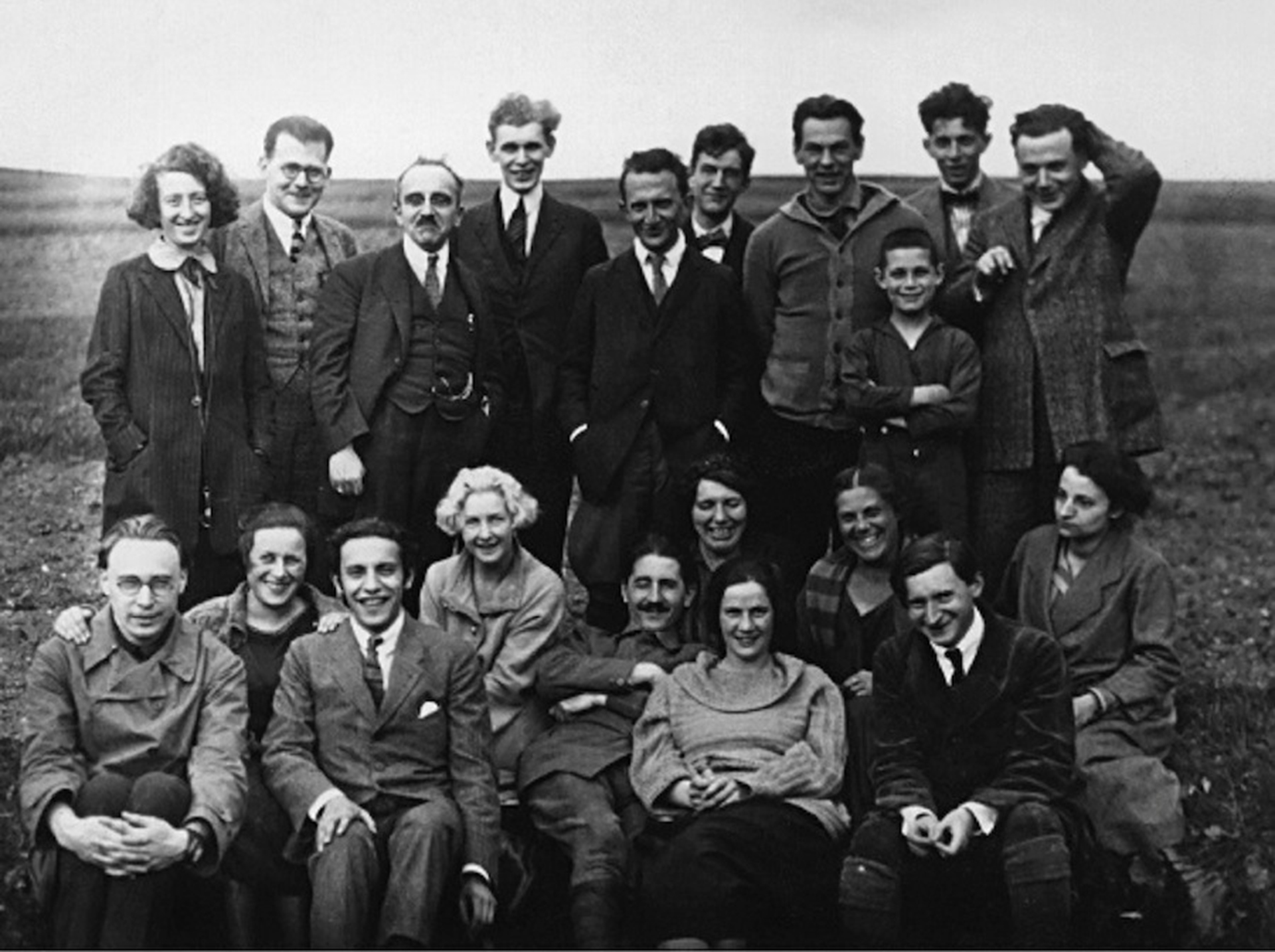
Photo de groupe des participants au séminaire d'études marxistes : Felix Weil (debout, 2e à droite), Friedrich Pollock (debout, 2e à gauche) et Karl Korsch (assis au premier plan, 5e à gauche).

Au cours de ses études, Pollock avait lié connaissance avec Felix Weil, fils d'un négociant en grains argentin multimillionaire. L'immense fortune héritée de sa mère allait faire de ce dernier, le futur mécène de l’Institut des Sciences Sociales. Par l'intermédiaire de Weil, Pollock fit la rencontre de Karl Korsch. Au week-end de Pâques 1923, Pollock participa au séminaire d'études marxistes organisé par Korsch et Weil à Geraberg (Thuringe),.
Ce fut Weil qui, le premier, émit l'idée d'un Institut d'études marxistes indépendant des partis politiques. Pollock applaudit à l'initiative, et proposa le nom du nouveau centre de recherche (Institut für Sozialforschung), inauguré officiellement le 22 juin. Son premier directeur fut l’austromarxiste Carl Grünberg, jusque-là professeur d’Économie politique à l’Université de Vienne, qui avait déjà fondé le journal Archiv für die Geschichte des Sozialismus und der Arbeiterbewegung. Le financement était assuré par une Gesellschaft für Sozialforschung, présidée par Felix Weil. L'héritage maternel de Weil suffit pour bâtir l'Institut et constituer sa bibliothèque ; quant aux frais de fonctionnement, ils continuaient de dépendre du père de Felix Weil, Hermann Weil, lequel versait annuellement 120 000 Mark.
Carl Grünberg, ami du directeur de l’Institut Marx-Engels de Moscou, David Riazanov, avait prévu de publier l'intégralité des manuscrits Marx-Engels. Il fonde alors la société d'édition Marx-Engels-Archiv-Verlagsgesellschaft pour mener à bien l'impression de la Marx-Engels-Gesamtausgabe (MEGA), et place à sa tête le financier Felix Weil et son ami Pollock ; mais en 1928, Grünberg succombe à un infarctus et Pollock prend la direction de l’Institut de recherche sociale. Simultanément, il se voit offrir un poste de privat-docent par l'université de Francfort. En 1930, Max Horkheimer prend à son tour la direction de l'institut. Les deux hommes décident de créer une antenne à Genève (Société Internationale de Recherche Sociale) en coopération avec l’Organisation internationale du travail (OIT). Pollock est placé à sa tête, et réside essentiellement en Suisse à partir de 1931. Il possède en outre un bureau à Paris et un autre à Londres, anticipant le nécessaire transfert du centre de recherches au cas où des fascistes prendraient le pouvoir.

### Émigration
Après l'arrivée au pouvoir des nazis en 1933, Pollock et Horkheimer décident d'émigrer à New York via Genève et Paris. Là, Pollock est nommé directeur de l’International Institute for Social Research de l’Université Columbia. En février 1933, il fonde à Genève une Société Internationale des Recherches Sociales (SIRES) destinée à reprendre le fonds de la défunte Gesellschaft für Sozialforschung allemande. Sur la recommandation de Weil, Pollock en prend la direction. En tant qu'exécuteur testamentaire et curateur de la Fondation Hermann-Weil, Felix Weil tente de regrouper les subventions vers le SIRES pour assurer des subsides réguliers à l'Institut. À la suite d'un conflit entre les héritiers d'Hermann Weil, la société finançant l'institut se réforme en fonds de placement en 1937, bénéficiant d'une mise de départ de 2 660 000 Francs suisses ; Felix Weil fait pour sa part une donation unique de 883 000 $ au SIRES. Au 1er janvier 1937, le SIRES disposait ainsi d'un capital de 4 560 000 Francs suisses, mais il avait fondu un an plus tard à moins de 3 560 000 Francs suisses ; cette perte d'un million s'explique par le krach boursier de 1937 et les spéculations douteuses de Pollock.
Les quelque 200 chercheurs et employés de l'Institut, dont les bourses, honoraires et affiliations furent réduites, ne furent pas les seules cibles des mesures d'économie entreprises alors ; Pollock s’efforça en outre de convaincre les permanents de l'Institut, de prospecter d'autres sources de rentrées. Comme l'indique son biographe, cela affecta à peine l'image de Pollock, en partie grâce à son engagement dans l’aide humanitaire : il était vice-président de l’organisation Selfhelp of German Emigres from Central Europe, formée à la fin de l'année 1936, et dont le pasteur Paul Tillich était le président. La situation financière précaire de l’Institut le poussa à unir ses efforts à ceux d'autres associations pour réunir des subsides : c'est ainsi que Theodor W. Adorno, qui partageait une demi-chaire avec Paul Lazarsfeld à l’Université de Princeton, se mit à travailler pour le Radio Research Project. Les associations de réfugiés ont souvent reproché à Pollock et Horkheimer d’avoir mené grand train aux États-Unis, quand d'autres subsistaient à peine ; et il est vrai qu’aucun de ces deux hommes n’a jamais manqué sur le plan matériel.
Pollock épousa en 1935 son amie d'enfance Andrée Marx (Dée), divorcée de 37 ans (lui-même avait 41 ans). Sa femme mourut d’un cancer quatre ans plus tard. La mort de Dée et la guerre en France le plongèrent dans un mélange de colère, d’affliction et de sentiment d’impuissance, qu’il tenta en quelque sorte de compenser par une activité fiévreuse. Il mit sur pied sa théorie du capitalisme d'État (cf. infra), justifiant la transition de l'économie libérale à l’économie fasciste par un primat du Politique sur l'économie. Ce travail a marqué un changement de paradigme pour l'Institut en exil. Il avait été précédé par l’essai Die Juden und Europa de Horkheimer (1939), toutefois visiblement influencé par la théorie de Pollock.
Après le déménagement d’Horkheimer et d’Adorno au printemps 1941 à Pacific Palisades en Californie, et le départ de plusieurs collaborateurs, Pollock se trouva seul à la tête de l’Institut de New York. La revue scientifique avait dû interrompre sa parution. Naturalisé citoyen américain en 1940, Pollock n'en continua pas moins à écrire pour l'organe des réfugiés juifs-allemands Aufbau, dont le tirage à 30 000 exemplaires faisait une tribune intéressante. Il avait quelques relations en politique, et fut par exemple cofondateur du Research Bureau for Post-War Economics, conseiller au Board of Economic Warfare et au War Production Board, deux cercles de réflexion créés avec l'approbation de la Présidence. Il reçut une invitation à dîner à la Maison Blanche d'Eleanor Roosevelt. Il épousa en 1946 Carlota Weil, une cousine argentine de Felix Weil, disposant d'une fortune respectable, qui allait assurer son confort et la remise en route de son Institut.

### Retour en Allemagne de l'Ouest
En 1950, Pollock retrouva Francfort, pour participer à la reconstitution de l'Institut de Recherches Sociales d'Avant-guerre. Sans y retrouver de fonction administrative précise, il y fut très actif. Il reprit son enseignement de sciences économiques et sociales à l'université l'année suivante, et en 1952 se vit proposer une chaire surnuméraire, devenue chaire ordinaire d'Economie politique et de Sociologie en 1959. En 1957, il se retira avec Max Horkheimer à Montagnola, un village du Tessin, conservant toutefois sa chaire à Francfort jusqu'à son éméritat (1963). Il s'opposait alors aux militants marxistes de son université, auxquels il reprochait « une lecture aveugle de Marx. » Décédé le 16 décembre 1970 à Montagnola, il a été inhumé, comme son ami Max Horkheimer, au cimetière juif de Berne.

## Travaux

### L'économie planifiée de l'Union Soviétique
Au cours de 1927-28, Pollock, à l'occasion du 10e anniversaire de la Révolution d'Octobre, entreprend un voyage d'études en Union Soviétique. Il peut s'y entretenir avec des dirigeants politiques et des économistes, des ingénieurs et des chefs de coopératives. Les notes et intervews recueillies au cours de ce séjour forment la matière de sa thèse d'habilitation : Die planwirtschaftlichen Versuche in der Sowjetunion 1917–1927 (1928), publiée par l'Institut des Sciences Sociales. « Ce mémoire d'habilitation, aux sources de première main, constitue la première analyse complète de la jeune économie planifiée soviétique. »
Pollock décrit l'économie politique soviétique comme opportuniste ; les idéaux des écrits de Marx, Engels et Lénine y sont purement et simplement délaissés. Pollock distingue ainsi deux phases du Communisme : le communisme de combat (1917–1921) et la Nouvelle politique économique (NEP) après 1921. L'extrémisme illusoire de la première phase, censé prendre à la gorge le capitalisme sans cependant lui substituer quoi que ce soit, aurait mené à une détérioration profonde des conditions de subsistance. En conclusion, Pollock remarque : « Il est difficile de voir dans cette forme d'économie davantage qu'une économie des transports. » L'économie planifiée n'aurait véritablement pris forme que dans la deuxième phase, ce que Lenhard juge paradoxal, puisque l'entreprise privée et le commerce y sont à nouveau autorisés ; mais Pollock jugeait décisif que ces deux activités puissent être intégrées et soumises à une planification générale.
Selon Helmut Dubiel, l'Institut, avec Pollock et ses collaborateurs Kurt Mandelbaum et Gerhard Meyer, s'occupa beaucoup au début des années 1930 d’économie planifiée. Leurs recherches parurent dans le  Zeitschrift für Sozialforschung (1934) sous la rubrique Theorie der Planwirtschaft.
La position de Pollock envers l’économie planifiée est ambivalente. D’un côté, il est d'avis qu'on ne peut statuer sur sa possibilité ou son impossibilité uniquement d'un point de vue théorique (comme le fait un Ludwig von Mises), mais qu'il faut l'étudier empiriquement ; d’un autre côté, ses contre-exemples n'ont qu'une portée limitée pour édifier une théorie générale, compte tenu des conditions trop particulières régnant alors en Union Soviétique. Or l’économiste Peter Kalmbach estime que Pollock, par ses préventions envers le capitalisme, ne s'est pas posé cette question.

### Théorie du capitalisme d'État
Pollock s’est fait surtout connaître par ses recherches sur le capitalisme d'État, amorcées dès les années 1930 (et exposées dans Stadien des Kapitalismus, 1975). Il ne s’était d’abord consacré qu’à la Crise de 1929 et à ses conséquences. Il avait montré que les marchés avaient perdu leur fonction de régulateurs indirects, et qu’il fallait leur substituer une action politique. Deux manifestes de 1941 importent ici pour la théorie critique : State Capitalism. Its Possibilities and Limitations et Is National Socialism a New Order?. Ils constituent en effet le socle de sa théorie du capitalisme d’État.
Pollock avait déjà été confronté à ce concept du capitalisme d'État lors de ses recherches sur l’économie planifiée en Union Soviétique. Il lui paraissait d’autant plus capable de résumer les transitions en cours en Europe depuis la fin de la Première guerre mondiale et, dans une certaine mesure, même aux États-Unis, où l'on observait une défiance croissante vis-à-vis de l'économie de marché. La dynamique économique y est guidée par une technocratie partagée entre la bureaucratie d’état et les chefs d'entreprise. L’emprise de la planification économique et l’action d'un gouvernement mettent un terme au dogme économique du Laissez-faire et ouvrent la voie à un système économique adaptable, en principe immunisé contre les crises. Pollock opposait ainsi au capitalisme et à ses crises, un ordre économique robuste et planifié. Comme l’expérience soviétique donne une image de ce mouvement général, l’économie, aussi bien dans ses variantes capitalistes que socialistes, lui paraissait se dissoudre en un mode d'administration technocratique. Pollock distinguait ainsi deux variantes du capitalisme d'État : l'une autoritaire (le fascisme et le socialisme d'État) et l'autre libérale (New Deal) ; elles ont en commun de substituer au primat de l’économie, le primat de la politique.
Sans les fondements économiques de la critique posés par Pollock, cette théorie de la Société ancrée dans l’histoire de la pensée serait incomplète. Ses analyses économiques ont joué un rôle essentiel dans la genèse de la pensée des chefs de file de l’École de Francfort et n’ont été dépassées qu'avec le prologue de la Dialectique de la Raison d’Horkheimer et Adorno.

### Recherches sur les conséquences de l'automatisation
En 1956 (il a déjà 62 ans), Pollock publie un essai sur l’automatisation. L'annexe de 80 pages que Pollock avait rédigée sous le titre Automation in USA. Betrachtungen zur „zweiten industriellen Revolution“ pour le livre-hommage à Max Horkheimer (Sociologica, vol. 1 des Frankfurter Beiträge zur Soziologie, 1955) était déjà épuisée. Cet essai demeure son chef-d'œuvre ; réimprimé en 1964 et en 1966, il a été traduit en six langues (dont le français). Pollock et Giedion furent les premiers essayistes à étudier systématiquement les conséquences sociales de l’automatisation.
Pollock avait passé ses premières années à amasser et à analyser des données d'observation, avant d'aborder différents thèmes d'économie et de sociologie. Comme Edgar Salin, il considère l’automatisation comme « un état de fait techno-économico-sociologique » caractéristique d'une « deuxième révolution industrielle » (expression empruntée à un éditorial du New York Times). Chapitre après chapitre, il lève les différents problèmes posés par l'automation : le chômage technique, la sélection par la qualification (upgrading et downgrading), l'instabilité économique et la taille des usines. Selon son biographe Lenhard, Pollock dépend une « Dystopie organisée de la société robotisée », avec son chômage de masse et ses nouvelles hiérarchies sociales :

« Non seulement l’Automation menace l'ouvrier et l'employé de la perte de leur emploi, mais elle rend plusieurs métiers superflus et dégrade profondément le statut social de plusieurs acteurs de l'économie et de l'Administration, qui n'appartiennent plus à la minorité privilégiée des entrepreneurs, contremaîtres, réparateurs, ingénieurs et décideurs économiques. »

— Friedrich Pollock, Automation (2e éd., 1964), p. 176.
Une conclusion centrale du livre est que les problèmes posés par la robotisation ne peuvent être traités de manière rationnelle que par une économie planifiée. Le sociologue Helmut Dubiel considère cette étude  « par son ambition théorique aussi bien que par son contenu empirique, comme l'examen sociologique le plus consistant, pour son époque, des conséquences de l'automatisation dans l'usine moderne. »